# Jungle Man (film 1941)
Jungle Man – amerykański film z 1941 w reżyserii Harry'ego L. Frasera.